# 247年
| 千纪： | 1千纪                                                                                           |
| 世纪： | 2世纪 \| 3世纪 \| 4世纪                                                                         |
| 年代： | 210年代 \| 220年代 \| 230年代 \| 240年代 \| 250年代 \| 260年代 \| 270年代                       |
| 年份： | 242年 \| 243年 \| 244年 \| 245年 \| 246年 \| 247年 \| 248年 \| 249年 \| 250年 \| 251年 \| 252年 |
| 纪年： | 丁卯年（兔年）；曹魏正始八年；蜀汉延熙十年；东吴赤烏十年                                        |

## 大事记
- 正始八年（西元247年），卑彌呼派遣載斯、烏越出使曹魏，向帶方郡太守王頎陳述兩國交戰的情況。但魏少帝曹芳決定不參與戰爭，僅派遣塞曹掾史張政攜詔書與黃幢（一種具有特殊榮譽的軍旗）前往詔諭其國。不久以後，卑彌呼逝世，但戰爭仍然持續。
- 姜維升衛將軍，與大將軍費禕共同行使尚書事權。
- 姜維第二次北伐，汶山平康蠻人反叛，姜維率眾討伐，兵出隴西、南安、金城郡邊界，胡王治無戴等舉部落降。維與前將軍郭淮、右將軍夏侯霸大戰洮西。郭淮認為姜維必定攻擊夏侯霸，遂入渢中，轉南迎霸。維果攻為翅，會淮軍適至，維遁退。郭淮進討羌人，斬餓何、燒戈，降服者萬餘落，姜維無奈退兵回漢中。
- 司馬懿以正妻張春華去世為由稱病不朝。

## 各国领袖

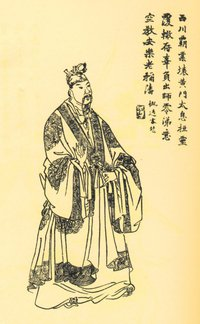
刘禅

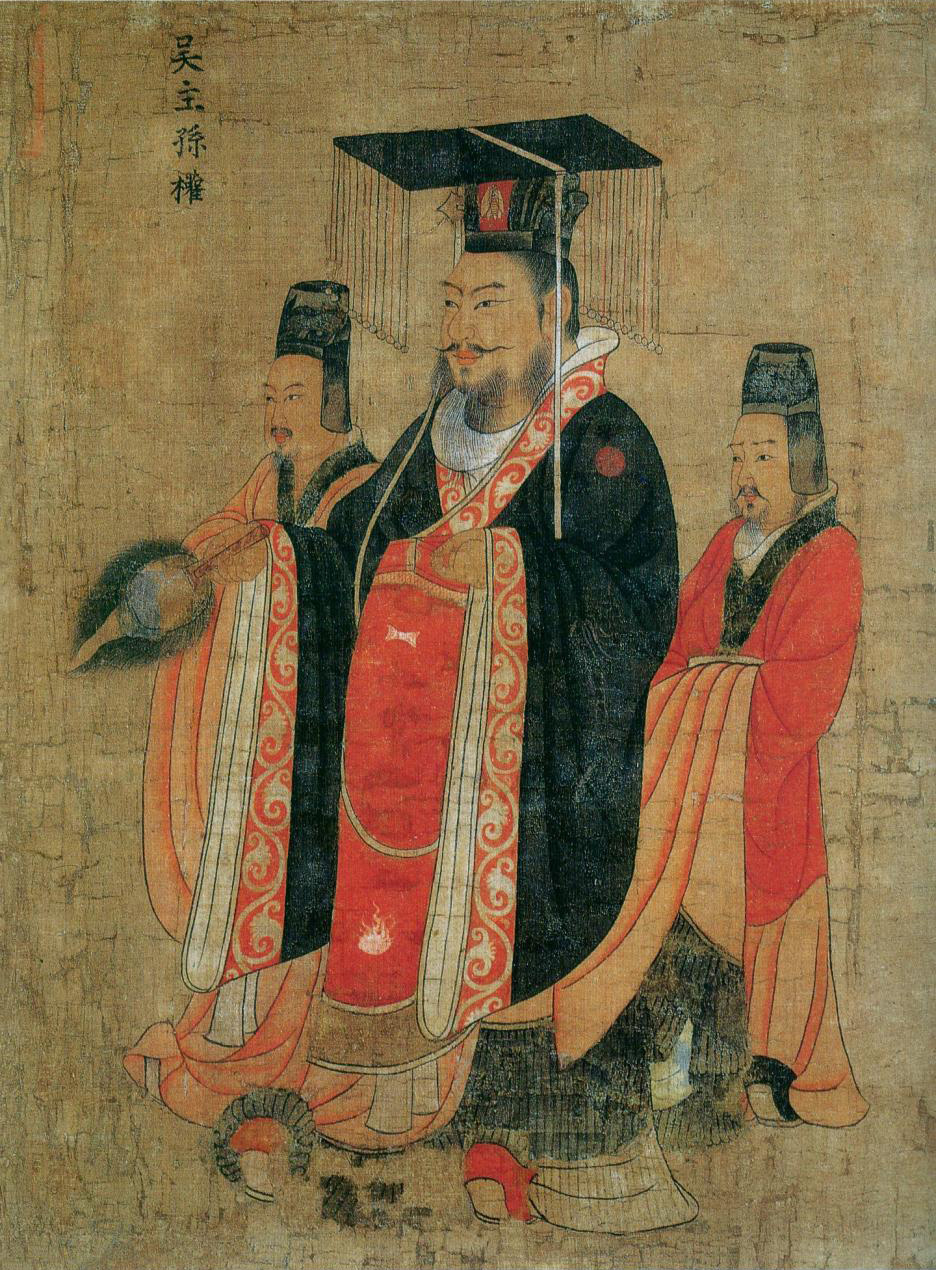
孙权

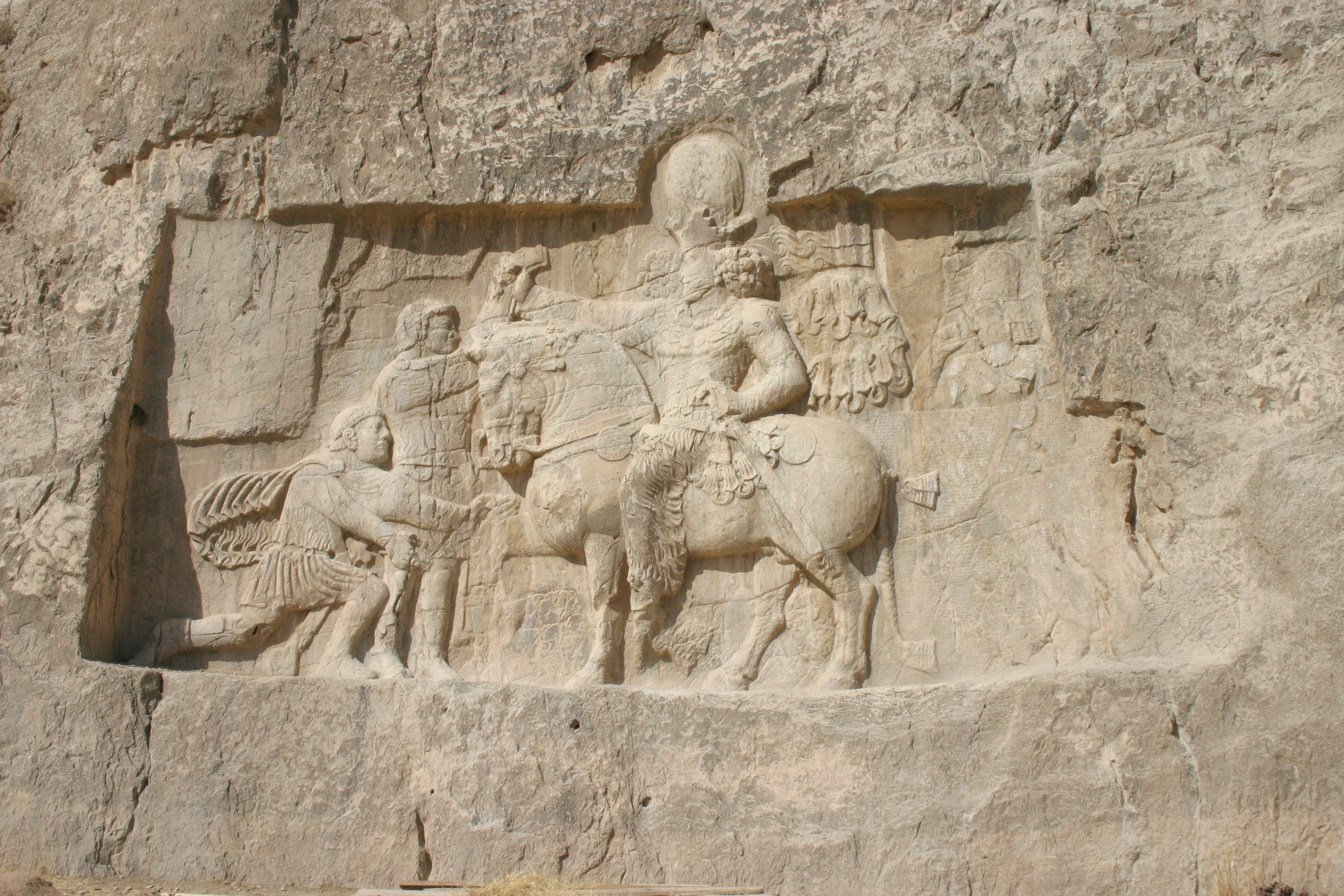
沙普尔一世

### 亞洲
- 中國（三国）
  - 蜀漢皇帝：后主刘禅（223年－263年）
  - 曹魏皇帝：魏齐王曹芳（239年－254年）
    - 曹魏大将军、录尚书事曹爽（239年－249年）

  - 孙吴皇帝：吴大帝孙权（222年－252年）
- 拓跋部 - 拓跋力微, 鲜卑大人（219年－277年）
- 日本- 神功皇后（攝政，200年－270年）
- 朝鲜半岛（朝鲜三国）
  - 百济 - 古尔王，百济王 （234年－286年）
  - 伽耶 - 居登王，伽耶君主（199年－259年）
  - 高句丽 - 东川王，高句丽王（227年－248年）
  - 新罗 -

  1. 助贲尼師今，新罗王（230年－247年）
  2. 沾解尼師今，新罗王（247年－261年）
- 泰米尔哲罗王朝 - Ilamcheral Irumporai（241年－257年）
- 亚美尼亚- 梯里达底二世（英语：Tiridates II of Armenia）, 亚美尼亚王（217年－252年）
- 伊比利亚 - 巴库一世（英语：Bacurius I of Iberia），伊比利亚国王（234年－249年）
- 贵霜帝国 - 婆什色迦（英语：Vāsishka），贵霜君主（240年－250年）
- 波斯萨珊王朝 - 沙普尔一世，波斯国王（241年－272年）
- 印度笈多王朝 - 室利笈多（英语：Gupta (king)），笈多国王（240年－280年）

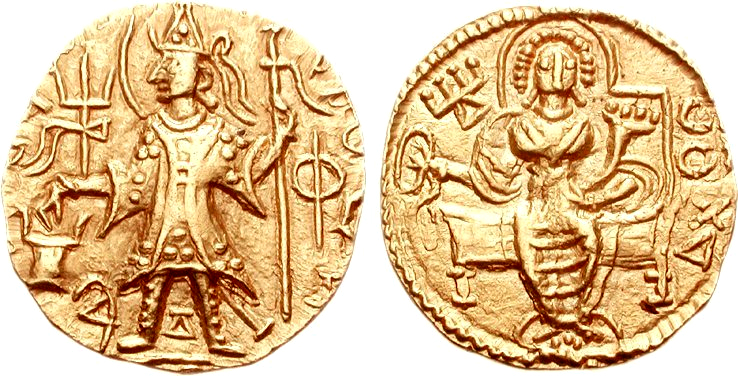
婆什色迦

### 欧洲

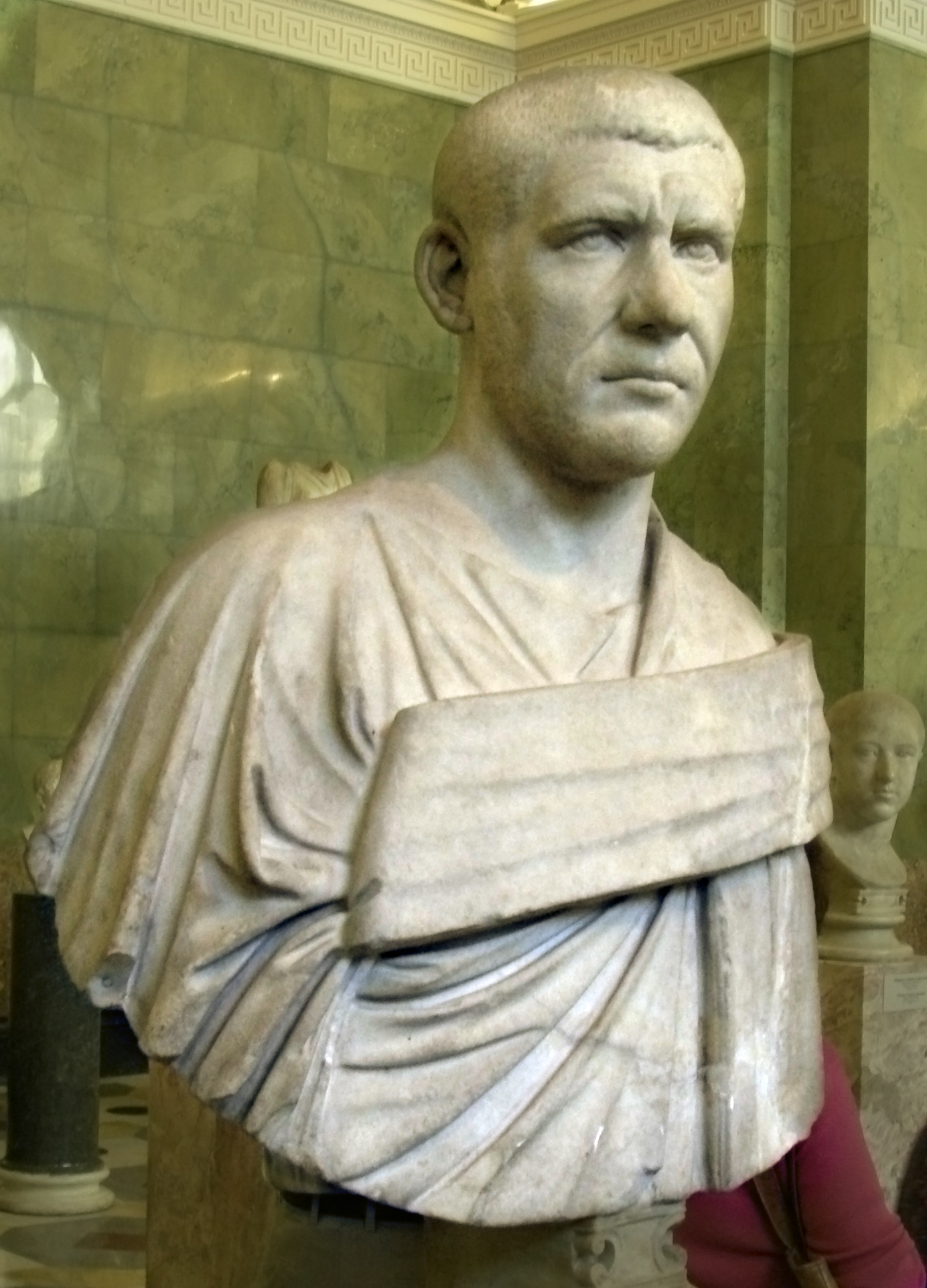
阿拉伯人菲利普

- 罗马帝国 - 阿拉伯人菲利普（244年－249年）

### 非洲
- 库施王朝 - Teqorideamani，（246年－266年）

## 出生
- 胡淵，晉秦州刺史胡烈之子，魏車騎將軍胡遵之孫。
- 潘岳(晉朝)

## 逝世
- 向朗，三國時期蜀漢官吏。
- 步騭，三國時期孫吳重臣。
- 張春華，司馬懿元配，生有司馬師、司馬昭、司馬榦、南陽公主。
- 助賁尼師今（？－247年），新羅第11代君主。